# Liste des membres de l'Assemblée constituante de 1848
Cette liste recense les personnes qui ont assuré un mandat de député au cours de l'Assemblée constituante de 1848 durant la Deuxième République.

## I
- François-André Isambert

## K
- Yves Michel Gabriel Gilart de Keranflech
- Joseph Marc Marie Kersauson-Pennendreff
- Charles Georges Marie Joseph Kestner
- Joseph Auguste Kling
- Charles Frédéric Koenig

## Q
- Edgar Jean Louis Quinet
- Théodore Martin Quinette de Rochemont